# 2022年美屬處女群島總督選舉
2022年美屬處女群島總督選舉於2022年11月8日舉行，以選舉美屬處女群島總督。選舉同時與中期選舉進行。